# Mario Andreis (calciatore)
Mario Andreis (Brescia, 18 agosto 1916 – 1º marzo 1998) è stato un calciatore italiano, di ruolo centrocampista.

## Caratteristiche tecniche
Giocò come mediano.

## Carriera

### Giocatore
Giocò per sei campionati nel Verona, totalizzando 130 presenze e 22 reti con la squadra veneta. Fra il 1943 e il 1946 giocò nel Brescia. Con il club lombardo disputò il Campionato Alta Italia 1944 e la Divisione Nazionale 1945-1946. Totalizzò, con il club lombardo, 22 presenze e 3 reti. Chiuse la propria carriera nel Palermo, in Serie B. Con il club siciliano totalizzò 10 presenze nel campionato cadetto.

### Allenatore
Nella stagione 1949-1950 guidò il Sebinia Lovere, club militante in Serie C. La stagione del club bergamasco si concluse con il 19º posto in campionato e la retrocessione in Promozione. Nella stagione 1951-1952 allenò il Crotone, sempre in Serie C. Il campionato del club calabrese si concluse con il decimo posto nel Girone D e la conseguente retrocessione in IV Serie. Nella stagione 1953-1954 guidò il Cosenza, club calabrese militante in IV Serie. Il campionato del club calabrese terminò con il nono posto nel girone H. Nella stagione successiva fu tecnico del Marzotto Manerbio, squadra bresciana militante in IV Serie. Sotto la guida di Andreis il club bresciano ottenne l'ottavo posto finale nel girone C. Nella stagione 1956-1957 guidò nuovamente il Crotone, stavolta in IV Serie. Con il club calabrese ottenne il 10º posto finale nel girone H. Nella stagione 1959-1960, infine, allenò il Cosenza, in Serie C, sostituendo il tecnico Gastone Prendato ed ottenendo il 3º posto finale nel girone C.